# Мразовец
Родът Мразовец (Colchicum) включва многогодишни, цъфтящи, едносемеделни растения, чиито подземен орган е дребна клубено-луковица. Най-често срещаният представител на този род в България е Обикновеният мразовец (Colchicum autumnale), наричан още кърпикожух, или есенен минзухар. Той цъфти през есента из горските поляни и покрай храсталаците. Родът е класифициран в семейство Колхикови и няма нищо общо с пролетния Минзухар, който членува в семейство Ирисови. Всички видове често се отглеждат като декоративни растения. Мразовецът произхожда основно от Западна Азия, но малка част от видовете са дошли от бреговете на Средиземно море. Листата на тези растения са тънки, издължени и притежават успоредна нерватура (жилкуване). Цветът най-често е розов, бял или лилав. Притежава 6 венчелистчета, 6 тичинки и 3 много дълги, около 10 cm, стълбчета. Чашелистчета липсват. Много отличителна черта за род Colchicum (Колхикум) е, че завръзът на плодника се намира в клубено-луковицата. Всички части на Мразовеца са отровни и съдържат алкалоид наречен колхицин.
Видовете от Род Мразовец (Colchcum) са Ефемероиди – растат и цъфтят само кратко време. После се скриват под земята и живеят от натрупаните хранителни вещества в грудко-луковицата. По начина на растеж се делят на 2 групи – едно-фазни и двуфазни. Еднофазните мразовци развиват листа и цветове заедно през пролетта. Не е така обаче при двуфазните. Пролетта се появяват само листата (без цветовете) и започва фотосинтеза, за да се напълни корена с храни. След това към началото на Юни растението просто изчезва и няма никакви остатъци от него. През есента на същото място се появяват цветовете (без листата).
По време на цъфтежа обаче се опложда завръза, който е скрит дълбоко, чак до луковицата. Това става чрез много дълга венче-носеща тръбица и скрито в нея стълбче, по което мъжките прашници оплождат завръза. Тръбицата и стълбчето в нея са 3 – 4 пъти по-дълги от около-цветните листчета. На върха на стълбчето има 3-делно близалце, което е влажно и лепкаво и така поема прашеца от прашниковите торбички. Оплодения завръз обаче няма време да се развие напълно, понеже есента е къса и липсват фото-синтезиращи листа. Поради това той остава цяла зима в хибернация, скрит под земята плътно до луковицата. През пролетта растящите нагоре листни дръжки издигат завръза над земята, скрит между листата. Там той се дохранва и напълно се доразвива, ползвайки фотосинтезата на зелените листа. Зрелия завръз е три-делна кутийка, пълна с черно-кафяви семенца. Пример за такова развитие е Colchicum autumnale (Есенен мразовец).

## Класификация
Род Мразовец/Колхикум (Colchicum) включва следните видове:
- Colchicum autumnale
- Colchicum speciosum
- Colchicum album
- Colchicum corsicum
- Colchicum agrippinum
- Colchicum byzantinum
- Colchicum bornmuelleri
- Colchicum cilicicum
- Colchicum laetum